# Донбасит
Донбасит — мінерал, діоктаедричний хлорит.

## Етимологія та історія
Назва за місцем основної знахідки — Донбас (Україна). Відкритий українським мінералогом Є. К. Лазаренком у 1940 р.

## Загальний опис
Хімічна формула: Al4[(OH)8(Si, Al)4O10]. Склад у % (з Нагольно-Тарасівки, Донбас): Al2O3 — 34,65; H2O — 13,95; SiO2 — 34,65. Домішки: CaO, MgO, Na2O, Fe2O3, Li2O. Утворює лускуваті агрегати. Спайність досконала. Густина 2,628. Твердість 2,5-3,0. Колір білий. Блиск перламутровий. Зустрічається в зальбандах кварцових жил в Донбасі та на о-ві Нова Земля. Рідкісний.
Рідкісний гідротермальний мінерал перетворення андалузиту та сподумену.